# 24930 Annajamison
24930 Annajamison este un asteroid din centura principală de asteroizi.

## Descriere
24930 Annajamison este un asteroid din centura principală de asteroizi. A fost descoperit pe 3 aprilie 1997 la Socorro, New Mexico, în cadrul proiectului LINEAR. Asteroidul prezintă o orbită caracterizată de o semiaxă mare de 2,42 ua, o excentricitate de 0,15 și o înclinație de 2,0° în raport cu ecliptica.